# Coppa dei Campioni d'Africa 1968
La Coppa dei Campioni d'Africa 1968 è stata la quarta edizione del massimo torneo calcistico africano per squadre di club maggiori maschili.

## Risultati
Fonti:

### Turno preliminare
| Squadra 1       | Totale | Squadra 2        | Andata | Ritorno |
| --------------- | ------ | ---------------- | ------ | ------- |
| Étoile du Congo | [ 3 ]  | Mighty Blackpool |        |         |
| FAR Rabat       | [ 4 ]  | Augustians       |        |         |
| Somali Police   | [ 5 ]  | Cosmopolitans    |        |         |
| Secteur 6       | 2 - 4  | Ouagadougou      | 1 - 1  | 1 - 3   |

### Primo turno
| Squadra 1         | Totale | Squadra 2            | Andata | Ritorno |
| ----------------- | ------ | -------------------- | ------ | ------- |
| Abaluhya United   | 4 - 2  | St. George           | 1 - 1  | 3 - 1   |
| Africa Sports     | 6 - 4  | TP Englebert         | 2 - 0  | 4 - 4   |
| Étoile du Congo   | 4 - 6  | Oryx Douala          | 1 - 2  | 3 - 4   |
| FAR Rabat         | 3 - 0  | Foyer France Sénégal | 2 - 0  | 1 - 0   |
| Mighty Barrolle   | 1 - 4  | Conakry II           | 1 - 2  | 0 - 2   |
| Somali Police     | 2 - 4  | Al-Mourada           | 1 - 1  | 1 - 3   |
| Stationery Stores | 4 - 4  | Ebusua Dwarfs        | 3 - 2  | 1 - 2   |
| Ouagadougou       | 1 - 6  | Étoile Lomé          | 1 - 4  | 0 - 2   |

### Quarti di finale
| Squadra 1       | Totale | Squadra 2         | Andata | Ritorno |
| --------------- | ------ | ----------------- | ------ | ------- |
| Abaluhya United | 4 - 3  | Al-Mourada        | 3 - 0  | 1 - 3   |
| TP Englebert    | 5 - 0  | Oryx Douala       | 3 - 0  | 2 - 0   |
| FAR Rabat       | 2 - 2  | Stationery Stores | 1 - 0  | 1 - 2   |
| Étoile Lomé     | 5 - 0  | Conakry II        | 3 - 0  | 2 - 0   |

### Semifinali
| Squadra 1       | Totale | Squadra 2   | Andata | Ritorno |
| --------------- | ------ | ----------- | ------ | ------- |
| Abaluhya United | 2 - 4  | Étoile Lomé | 2 - 0  | 0 - 4   |
| TP Englebert    | 4 - 2  | FAR Rabat   | 1 - 1  | 3 - 1   |

### Finale

#### Andata
| Kinshasa 16 marzo 1969                                     | TP Englebert | 5 – 0 | Étoile Lomé | Stadio 20 maggio |
| \| \| \| \| \| Mukendi Tshinabu Kalonzo \| Marcatori \| \| |              |       |             |                  |
|                                                            |              |       |             |                  |
| Mukendi Tshinabu Kalonzo                                   | Marcatori    |       |             |                  |

#### Ritorno
| Lomé 30 marzo 1969                                     | TP Englebert | 4 – 1         | TP Englebert | Stadio Général Eyadema |
| \| \| \| \| \| Ananou \| Marcatori \| Kaolo Kalonzo \| |              |               |              |                        |
|                                                        |              |               |              |                        |
| Ananou                                                 | Marcatori    | Kaolo Kalonzo |              |                        |